# 杉浦一徳
杉浦一徳（すぎうら かずのり）とは青森県出身のゲームプロデューサーである。
青森公立大学の経営経済学部・経営経済学科を卒業。3Dオンラインゲームの運営会社に数年間勤務後、2006年にカプコンへ入社する。現在はモンスターハンター フロンティア オンライン（以下MHF）のプロデューサー兼 東京開発部長を務める。　
運営を務めるMHFは2012年7月で正式サービス開始5周年を迎え、2010年「Amazon PCゲーム部門1位」
「BCNランキング PCゲーム部門1位」「WebMoneyAward BestGames賞」の受賞に加え、オンラインプレイヤー人口は累計200万人を突破。PCオンラインゲーム界の最大級タイトルへと成長を遂げる。

## 人物
プロデューサーとしての特徴として、積極的に動画等のメディアを利用したプレイユーザーらへの情報の開示・意見の反映状況の説明等を行っており、これは他オンラインゲームプロデューサーにはあまり見受けられない活動として高い評価を得ている。
動画メディア以外では大手ゲームサイト等でのインタビュー記事に多く登場しており、こちらではゲーム内容の情報開示に問わず、様々な話題を発展させている。
2009年にはCEDECで講演を行い､2010年度での同じくCEDECでは「CEDEC AWARDS 2010 ノミネーション委員会」の委員を担当した。
2011年よりソーシャル事業を手掛け、リリースしたタイトルは瞬く間にさまざまな賞を獲得した。また、最近では部門の社内採用においても積極的に登場している。

## 主な関連作品
- モンスターハンター フロンティア オンライン（運営プロデューサー→フォワード.4からプロデューサー）
- イクシオンサーガ（運営プロデューサー）
- イクシオン サーガ DT（エグゼクティブプロデューサー）
- バイオハザード アウトブレイク サバイヴ（プロデューサー）
- モンハン探検記 まぼろしの島（プロデューサー）
- みんなと モンハン カードマスター（プロデューサー）
- モンスターハンター フロンティア オンライン エッグラン
- 鬼武者Soul（ソウル）（プロデューサー）
- 百年戦記 ユーロ・ヒストリア（プロデューサー）
- モンスターハンター メゼポルタ開拓記（プロデューサー）
- ブレスオブファイア6 白竜の守護者たち（プロデューサー）
- deepdown（プロデューサー）
- モンスターハンター エクスプロア（プロデューサー）

## 関連作品受賞歴
- モンスターハンター フロンティア オンライン 2008年 Amazon PCゲーム部門1位
- モンスターハンター フロンティア オンライン 2009年 Amazon PCゲーム部門1位
- モンスターハンター フロンティア オンライン 2010年 Amazon PCゲーム部門1位
- モンスターハンター フロンティア オンライン 2008年 WebMoney Award BestGames賞（2009年以降はエントリーなし）
- モンスターハンター フロンティア オンライン Yahoo! JAPAN 5000万人が選ぶ！ネット番付2010決選投票！ 第10位
- モンスターハンター フロンティア オンライン ファミ通調べ、2010年ゲームソフト売り上げ XBOX360部門 第1位
- モンスターハンター フロンティア オンライン オンラインゲーム ネットカフェ稼働ランキング 第1位[14]
- バイオハザードアウトブレイク サバイヴ GREE Platform Award 2011 優秀賞[15]
- モンハン探検記 まぼろしの島 GREE Platform Award 2011 優秀賞[15]
- モンハン探検記 まぼろしの島 GREE Platform Award 2012 RPG最優秀賞[16]
- みんなと モンハンカードマスター Mobage Award 2011 Gold Prize[17]
- 鬼武者Soul（ソウル） 2012年 WebMoney Award Rookie of the Year BestGames賞[18]
- 【Xbox360ダウンロード販売ランキング】『モンスターハンター フロンティアＧ』連続首位更新[19]
- deepdown 日本ゲーム大賞2013 フューチャー部門 受賞[20]
- Xbox Live 2013年オンラインゲームランキング プレイヤー数1位＆総プレイ時間1位[21]

## カプコン社内における貢献度
- 2011年3月期の連結業績は、前期に比べ売上高46.2％増、営業利益155.8％増と好調に推移～大型タイトルの好調な販売により、過去最高売上高を達成～[22]
- コンシューマ・オンラインゲーム事業も「モンスターハンター フロンティア オンライン」等が健闘[23]
- 2012年3月期第3四半期連結業績は12月に投入したソーシャルゲーム『モンハン探検記 まぼろしの島』が配信から10日で登録会員数50万人を突破するなど、堅調な出足[24]
- カプコン、gloopsとの共同開発『みんなと モンハン カードマスター』の会員数が100万人を突破！[25]
- カプコン、gumiとの共同開発『モンハン探検記 まぼろしの島』の会員数が100万人を突破！[26]
- オンライン専用ゲームの『モンスターハンター フロンティア オンライン』シリーズ（パソコン、Xbox 360用）が安定した人気に支えられ好調裡に終始[27]
- 【決算】カプコンのソーシャルゲームの4Q営業益は前四半期比120％増と急成長…『モンハン』とビーラインタイトルが貢献[28]
- カプコンが2013年3月期第1四半期決算短信を発表。オンラインコンテンツ売上の拡大などにより、前年同期から売上高55.8%増、営業利益244.4%増の大幅な増収増益[29]
- 【開発者インタビュー2012】「Vol.3 CS開発統括 東京開発部 部長　杉浦 一徳」を掲載しました。[30]
- ゲーム株概況　カプコンが上昇、PS3版モンハンFGのユーザー「20万人突破」に高評価 [31]
- カプコンが損失50億円 一部ゲームの開発を中止、26年3月期は収益性が高いスマホ向けゲームが軒並み苦戦し、パソコンのオンラインゲーム「モンスターハンターフロンティアG」も不振[32]
- オンラインゲームの『モンスターハンター フロンティア GG』（パソコン、Xbox 360、プレイステーション3、Wii U用）は健闘[33]